# Der sich rächende Cupido

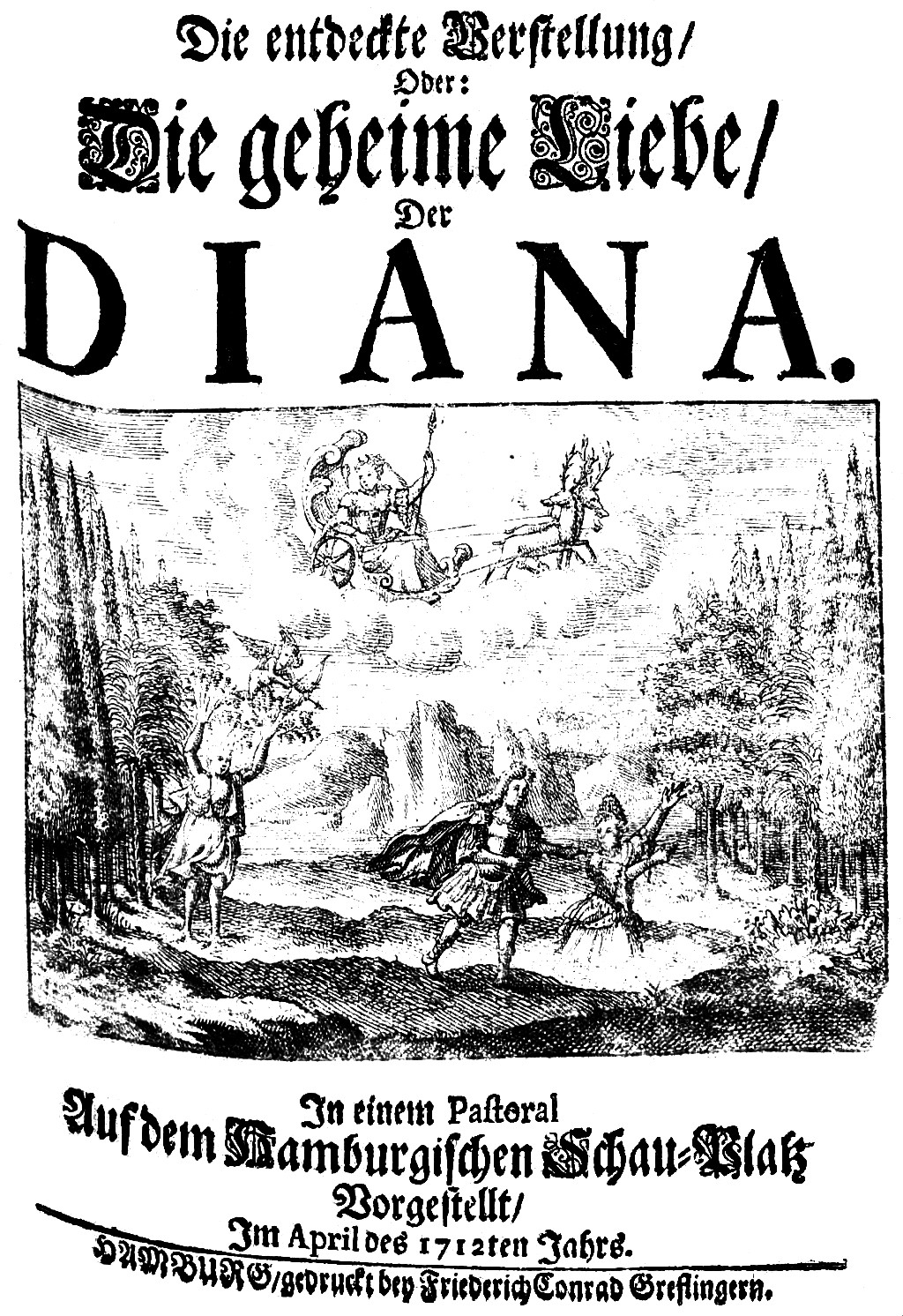
Titelblatt des Librettos von 1712

Der sich rächende Cupido ist eine Barock-Oper in drei Akten von Reinhard Keiser (Musik) mit einem Libretto von Johann Ulrich König. Der Text basiert teilweise auf dem Endimonie von Francesco de Lemene. Die Urfassung des Werks wurde erstmals im April 1712 unter dem Namen Die entdeckte Verstellung oder Die geheime Liebe der Diana in der Oper am Gänsemarkt in Hamburg aufgeführt. Die Musik dieser Fassung ist größtenteils verschollen. Die hier beschriebene grundlegend überarbeitete Neufassung wurde dort 1724 unter dem Namen Der sich rächende Cupido gegeben.
Die Oper ist vorwiegend in deutscher Sprache geschrieben, enthält aber auch sieben italienische Arien anderer Komponisten.

## Handlung

### Erster Akt
Der Liebesgott Cupido fliegt durch einen Wald. Als die Jagdgöttin Diana mit ihrem Gefolge, Tirsis, Aurilla, Arethusa und Sylvano kommen, versteckt er sich. Diana weist auf ihr strenges Verbot der Liebe hin: „Wer liebt verliehrt sein Leben.“ Cupido nimmt sich vor, dies nicht auf sich beruhen zu lassen und die Liebesgefühle der anderen anzustacheln.
Tirsis verliebt sich in Aurilla. Sie allerdings glaubt seinen Schmeicheleien nicht.
In einer Höhle denkt Endimion an seine geliebte Dorinda und schläft ein. In der einen Hand hält er einen zerbrochenen Pfeil, in der anderen führt er eine weiße Hündin. Cupido und Diana kommen nacheinander in die Höhle. Cupido versteckt sich und zielt mit seinem Pfeil auf Diana, damit sie sich in Endimion verliebt. Diana nimmt Endimions zerbrochenen Pfeil an sich und lässt stattdessen einen ihrer eigenen Pfeile zurück. Nun kommt Sylvano in die Höhle, um Endimion zu bestehlen. Unter anderem nimmt er Dianas Pfeil an sich und legt dort stattdessen einen Schäferstab hin. Aurilla kommt hinzu und bewundert den Pfeil in Sylvanos Hand. Er schenkt ihn ihr. Sylvano bittet sie, das nicht Diana zu verraten, damit diese nicht denkt, er sei in Aurilla verliebt, und verlässt die Höhle. Nun gibt sich Cupido Aurilla zu erkennen. Er schießt einen seiner Pfeile auf sie und verschwindet. Sie verliebt sich in Endimion. Als dieser erwacht und seinen Pfeil vermisst, gibt Aurilla ihm den, den sie gerade von Sylvano bekommen hatte.
Diana steigt in einer Wolke vor ihrem Jagdschloss auf die Erde nieder und besingt ihre Liebe zu Endimion. Auf der Suche nach Dorinda kommt dieser herbei und wirft sich aus Ehrfurcht vor Diana nieder. Sie hält das für Liebe, weil sie ihren Pfeil in seinen Händen erkennt. Als sie ihn nun vom Liebesverbot entbinden möchte, erklärt er ihr jedoch, dem Gebot treu bleiben zu wollen. Er würde sogar seinen Hund derjenigen vorziehen, die ihm den Pfeil gegeben hätte. Wütend nimmt sie Endimion den Pfeil weg und jagt ihn fort.
Aurilla kommt zu der in Gedanken vertieften Diana und erkennt den Pfeil, den sie Endimion gegeben hatte, in Dianas Händen. Sie bemerkt, dass Diana ebenfalls in Endimion verliebt ist und fällt in Ohnmacht. Sylvano kommt mit Faunen und Satyrn und weckt sie. Sie wird von den Faunen davongetragen. Sylvano freut sich über seinen Erfolg und hält sich für einen großen Arzt.

### Zweiter Akt
Im Lustgarten der Diana genießen Diana, Tirsis, Aurilla, Endimion, Sylvano mit ihrem Gefolge das Leben. Aurilla legt sich zum Schlafen unter einen Baum, auf dem Cupido sitzt. Dieser schießt einen Pfeil nach ihr.
Endimion erklärt Diana, dass er den Pfeil, den sie ihm genommen hat, von Aurilla bekommen hatte und möchte den Grund für ihren Zorn erfahren. Diana erkennt ihren Irrtum. Sie weiß nun, dass auch Aurilla in Endimion verliebt ist.
Diana, Endimion, Aurilla, Tirsis, der verkleidete Cupido und einige Nymphen und Jäger beginnen ein Spiel, in dem jeder seinem Nachbarn ein Geheimnis zuflüstern soll, das allerdings nichts mit dem Thema Liebe zu tun haben dürfe. Ein Nymphe bricht die Regeln und küsst Endimion. Diana und Aurilla werden sofort eifersüchtig. Die Nymphe wird zum Tode verurteilt und entkleidet. Unter der Verkleidung kommt Cupido zum Vorschein. Die Nymphen fliehen.
Endimion sucht im Wald nach Dorinda. Dabei trifft er Sylvano und bittet ihn um Hilfe bei der Suche. Weil Sylvano Dorinda nicht kennt, beschreibt Endimion sie mit schmeichelhaften Worten.
Tirsis und Aurilla beklagen das unmenschliche Gesetz, nicht lieben zu dürfen. Weil sie ihr Leiden nicht bekennen können, schreiben sie die Namen ihrer Geliebten in Baumrinde. Bevor sie aber lesen, was der jeweils andere geschrieben hat, kommt Diana. Die beiden fliehen. Diana liest in der Rinde die Namen „Endimion“ und „Aurilla“ und wird eifersüchtig. Sylvano kommt herbei und erzählt Diana, dass Endimion in Dorinda verliebt sei.
Der Flussgott Alpheus sehnt sich in seinem unterirdischen Palast nach Arethusa. Um sich ihr nähern zu können, verkleidet er sich als Jäger.
Cupido fliegt in ein von Sylvano ausgespanntes Vogelnetz und verfängt sich darin. Sylvano verspottet ihn.

### Dritter Akt
In einem Zimmer ihres Jagdschlosses betrachtet Diana den schlafenden Endimion. Sie kann sich gerade noch zusammennehmen, ihn nicht zu küssen. Da hört sie ihn im Schlaf den Namen Dorinda nennen. Sie weckt ihn, beschimpft ihn als Verräter und läuft zornig davon. Aurilla kommt ins Zimmer. Endimion erzählt ihr von Dianas Zorn, den er sich nicht erklären kann.
Tirsis erklärt Aurilla seine Liebe, die sie jedoch nicht erwidert.
Arethusa besingt ihre Liebe zu Cleon. Alpheus kommt als Jäger verkleidet zu ihr. Diana erscheint in einem goldenen, von zwei Hirschen gezogenen fliegenden Wagen. Arethusa ist enttäuscht, dass der Jäger nicht Cleon ist. Alpheus gibt sich ihr als Gott zu erkennen, woraufhin sie bestürzt zu fliehen versucht, aber von ihm verfolgt wird. Sie bittet nun Diana um Beistand. Diese zieht einen Nebel zwischen die beiden, verwandelt Arethusa in einen Fluss und entfernt dann den Nebel wieder. Alpheus folgt ihr, indem er in die Erde versinkt.
Der gefangene Cupido singt ein Spottlied auf Sylvano.
Tirsis bedrängt Aurilla weiterhin. Sie versucht, sich aus seinen Armen zu reißen. Da kommen Diana und Endimion. Sie ist immer noch in ihn verliebt und zürnt ihm, weil er ihr Dorinda vorzieht. Nun führt Tirsis eine Hündin herbei. Endimion ist überglücklich, seinen Jagdhund Dorinda wiedergefunden zu haben. Diana schämt sich ihrer Eifersucht. Endimion verlässt sie mit dem Hund. Aurilla kommt herbei, ohne Diana zu bemerken, und schwärmt von Endimion. Diana verwandelt sie in einen Baum.
Sylvano bietet Diana den von ihm gefangenen Vogel (Cupido) als Geschenk an. Tirsis erklärt ihr, dass er sich nicht an ihr Gebot halten werde. Obwohl Diana ihm mit dem Tod droht, bleibt er bei seinem Entschluss. Silvano bringt Jäger herbei, die Tirsis erschießen sollen. Tirsis wird an den Baum gebunden, in den Aurilla verwandelt worden war. Er küsst den Baum und erklärt, hier begraben werden zu wollen. Da unterbricht Endimion die bevorstehende Hinrichtung und bittet Diana um Gnade für Tirsis. Sylvano bringt einen Vogelkäfig mit dem gefangenen Cupido. Diana erkennt ihn sofort und lässt ihn frei. Zum Lohn bringt er sie mit Endimion zusammen. Anschließend schießt er auf den Baum, an den Tirsis gebunden ist. Der Baum verwandelt sich wieder in Aurilla, die nun mit Tirsis verbunden ist. Sie werden losgeknüpft.
Nach einem feierlichen Aufzug aller Beteiligten in den Tempel der Diana, erscheint ihr himmlischer Palast. Darin öffnet sich der Vollmond, in welchem Diana und Cupido auf einem Thron sitzen. Die beiden haben endlich Frieden geschlossen, und das Liebesverbot wird aufgehoben. Endimion setzt sich an Cupidos Stelle auf den Thron. Alle besingen die Liebe als „des Lebens Zucker“.

## Aufführungsgeschichte
Nach der ersten Aufführungsserie von 1712 unter dem Namen Die entdeckte Verstellung oder Die geheime Liebe der Diana wurde das überarbeitete Werk 1724 erneut auf die Bühne gebracht. Darin debütierte Keisers damals elfjährige Tochter Sophie Keiser (genannt Madlle Keiserin) mit der Titelpartie des Cupido, die dafür stark angepasst wurde. Mindestens 17 Arien wurden neu komponiert. Die Rolle der Diana übernahm Margaretha Susanna Kayser (genannt Madme Kayserin). Im Vergleich zur Erstfassung fielen einige Szenen weg. Insbesondere die Rollen von Arethusa, Alpheus und Cleon wurden entfernt bzw. stark gekürzt.
Am 11. August 2001 wurde die Oper beim Lausitzer Opernsommer im Gut Geisendorf erneut aufgeführt. Die musikalische Leitung hatte Richard Hughey. Es sangen Manuela Neumann (Diana), Corinna Porr (Cupido), Eva Slametschka (Aurilla), Stephan Noack (Endimion) und Andreas Jäpel (Tirsis).
Eine weitere Aufführungsreihe gab es im Mai 2003 mit dem Operastudio Vlaanderen und der Vlaamse Opera in Belgien. Das Ensemble des Königlichen Konservatoriums Brüssel leitete Florian Heyerick. Regie führte Gabriele Rech. Die Sänger waren Malgorzata Rodek (Cupido), Thorunn Sigthorsdottir (Aurilla), Cecilia Smiga (Diana), Myrto Georgiadou (Endimion), Breiffni Horgan (Sylvano) und Lars Piselé (Tirsis).